# (14499) Satotoshio
(14499) Satotoshio (1995 VR1) – planetoida z pasa głównego asteroid okrążająca Słońce w ciągu 3,18 lat w średniej odległości 2,16 j.a. Odkryta 15 listopada 1995 roku.